# Bremen Avenue Experience
Bremen Avenue Experience é uma animação composta por 5 episódios que passa no Cartoon Network estadunidense. Cada episódio dura, em média, cerca de 3 minutos. Passa em um bloco chamado Wedgies.

## História
O desenho conta a história de uma banda de animais que toca na cidade de Bremen, Alemanha. A banda é formada por um cão (Simon), uma gata (Jessica), um burro (Barret) e um frango (Tanner). No primeiro episódio, é mostarada a banda como um todo, mas nos outros episódios são mostradas as estréias de cada um de seus integrantes. Eles são considerados uma adaptação moderna dos antigos Town Musicans of Bremen.